# Црква Покрова Пресвете Богородице у Гредетину
Црква Покрова Пресвете Богородице у Гредетину, насељеном месту на територији општине Алексинац, припада Епархији нишкој Српске православне цркве.
Црква посвећена Покрову Пресвете Богородице подигнута је 1938. године, а освећена 1968. године од стране епископа нишког Јована Илића. Године 1961. саграђена је звонара, а 1980. године парохијски дом и у периоду од 2001. до 2007. године нови црквени конак.
Године 2011. започета је обнова цркве. Антиминс је освеђен 1962. године од стране епископа нишког Јована Илића.